# Косичі (Україна)
Ко́сичі (до 1806 року — Касичі, 1806—1946 — Альфредувка) — село в Глинянській міській громаді, у Львівському районі Львівської області, Україна. Населення становить 59 осіб.
До 1946 році в селі існувала польська колонія, поблизу села був фільварок, яким володів рід Потоцьких.

## Назва
За однією з версій назва села походить від слова «каса» — у селі була каса, де пан платив за працю на фільварку.
У документі 1400 року про заснування римо-католицької парафії у Вижнянах згадується населений пункт Kaszczyce (Кащице, Кащичі). Це, ймовірно, і є первісна назва села, а також перша згадка про нього. Часто назви населених пунктів із суфіксом -ичі мають давньоруське коріння та походять від назв родів, що їх заснували.

## Історія

### У складі Австрійської монархії
Після секуляризації церковних та монастирських земель в 1772 році австрійським імператором Йосифом II землі, які до того належали монастирю, переходять в руки німецьких колоністів зі Швабії — південної Німеччини, які утворили біля Підгайчиків, Двориськ та Касич колонію Унтервальден (Unterwalden). Іншу частину монастирських земель отримує граф Потоцький, фільварок його знаходився у Касичах. За користування землею селяни виконували повинності в Потоцьких, а також за працю отримували гроші — «дудки» — по 2 «дудки» за день.

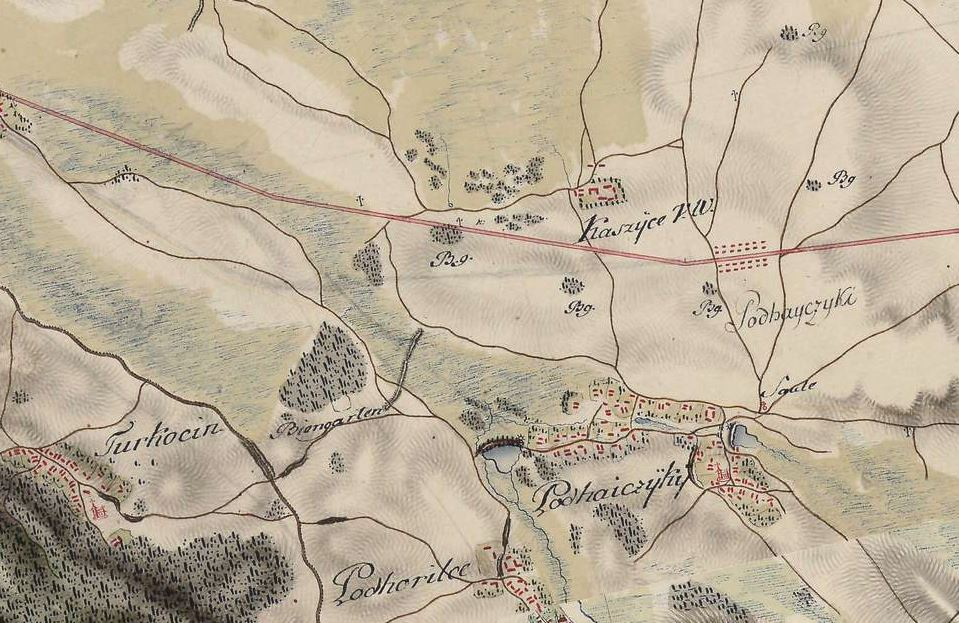
Косичі на карті Ф. фон Міга (1779—1782 рр.)

 Головна контора фільварку знаходилась в Касичах, плату за роботу одержували в касі фільварку, нібито від того і пішла назва села Касичі (Косичі). За іншими даними назва села від прізвища поміщика Касинського, який володів землями до Потоцького. За деякими даними село виникло у 1776 році.

У 1842 році в селі нараховувалось 24 хати. Після переходу села у власність графа Альфреда Потоцького, біля українських хат з'явилася польська колонія, що тримала назву — Альфредувка (Альфредівка), згодом у документах ця назва стає узагальненою для польської та української частин.

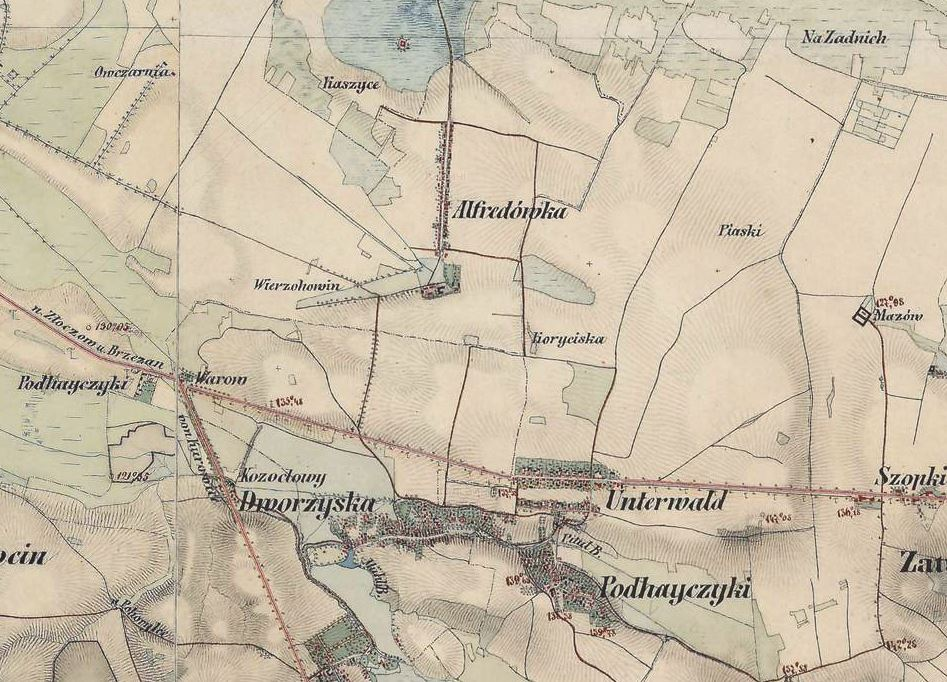
Косичі на Австо-Угорській карті (1806—1869)

Майже до кінця XIX століття в селі не було школи і лише в 90-х роках XIX століття для потреб освіти була збудована звичайна сільська хата під солом'яною стріхою.

### XX століття
Станом на 1900 рік у селі було 55 будинків і проживали 307 людей (148 чоловіків і 159 жінок). З всього населення римо-католиків — 122, греко-католиків — 149, євреїв — 31. Українською мовою послуговувались 280 мешканців, польською — 22, німецькою — 5. Відомо також, що в селяни мали 58 конів, 142 корови і 78 свиней.

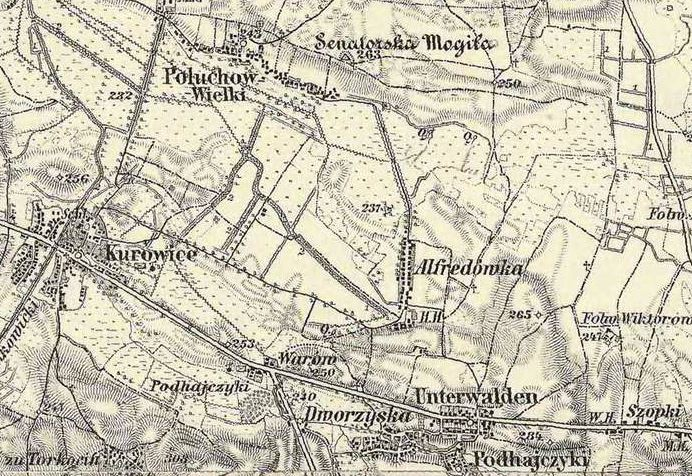
Косичі (Alfredowka) на карті бл. 1887 р.

 Михайло Яворський, що народився в селі в 1898 р. був стрільцем в Українській галицькій армії, пізніше проживав в селі Солова.
Через спалах ящуру було введено карантин в Перемишлянському повіті у селах Альфредівка, Ганаців, Ганачівка, Крошенко, Куровичі, Ляшки Королівські, Печенія, Полоничі, Полтва, Полюхів Великий, Розворяни, Солова, Станимир, Туркотин і Вижиняни, про що писалося у Львівській Газеті від 14 лютого 1918 року.
Директором державної школи (однокласної) в 1926 році в селі був Петро Коціолек.
«В школі вчилися разом з поляками. В селі була тільки одна єврейська родина.  За німців їх повбивали. Молоді повтікали, а тут була донька і мама і німець їх забив.
З поляками ми дуже добре жили. Ми справляли свої свята, а поляки — польські. То ми ходили до них на свята, а вони до нас приходили. В нас була церква, а поляки тільки хотіли костел ставити. А в Погорільцях був костел, то вони ходили до Погорілець. То молоді, а старі йшли всі до церкви. Третього травня (День конституції Польщі) кожного року був парад, то ми фірами їздили до Курович, вдягати українські строї і їхали.» — розповідає одна з найстарших мешканок села Іванна Косик.
Перед війною в селі були кооператив та школа. Також у передвоєнний час збудовано невелику церкву св. Пророка Іллі. Шематизми Львівської єпархії греко-католицької церкви за період з 1851 до 1909 року засвідчують, що Косичі належать до парафії в Куровичах. Після побудови у селі філіальної церкви її адміністратором став священник з Курович, який продовжував опікуватися церквою аж до її закриття радянським окупаційним режимом.
Починаючи з 1939 році прибулі радянські окупаційні війська розпочали активно розбудовувати військовий аеродром, що знаходився поблизу села. Проте вже 22 червня 1941 року німецька авіація повністю його зруйнувала. "На село не кинули ні однієї бомби, а всі — туди. Солдатів багато побили. Спочатку їх хоронили в Косичах, а потім в Куровичах в братській могилі, " — розповідає Іванна Косик.
Протягом німецької окупації в селі стояли німецькі підрозділи, місцевих змушували працювати на польовій кухні (переважно дітей), збирали великі контингенти (податки). По селу ходила німецька варта, яка, як правило, складалася з двох чоловіків.
11 листопада 1944 року всіх поляків, членів «істребітєльного загону» в Поморянах, роззброєно і кудись вислано. Оголосили набір українців до «істребітєльного загону», до якого з Полюхова пішло 20 людей, з Первині — 1, з Унтервальду — 1, і з Альфредівки — 7.
Після остаточної окупації Радянським Союзом західної України людей почалася насильницька колективізація. Людей били та змушували записуватись у колгосп. У 1945 році відбувся досить нелогічний територіальний поділ земель. У той час створено Косичівську сільську раду, до якої також увійшов хутір Підлісне (до 1939 року німецька колонія Унтервальден), що територіально прилягав до села Підгайчики. Пізніше Косичівську сільську раду разом із Туркотинською та Погорілецькою було приєднано до Підгайчиківської, а хутір Підлісне став частиною села Підгайчики.

## Населення

### Мова
Розподіл населення за рідною мовою за даними перепису 2001 року:
| Мова       | Кількість | Відсоток |
| ---------- | --------- | -------- |
| українська | 59        | 100%     |

## Аеродром
За часів Польської республіки на полях був військовий аеродром, який використовувався і після 1939 р. Червоною армією.
22 червня 1941 року літаки німецького Люфтваффе бомбардували цей аеродром. В результаті першого нальоту німецької авіації на аеродром Куровичі було знищено 36 літаків полку. До кінця дня в складі полку залишилось лише 24 літаки І-15 біс та 3 літаки Іл-2. Худяков Микола Васильович
До початку 50-х років на цьому місці ще розміщувались казарми та склади, але вони не буди стратегічно важливим об'єктом в СРСР, тому на початку 50-х були розібрані. Зараз на цьому місці поле. Місцеві кажуть, що в землі збереглись ще сховища зі зброєю, але ніхто цього підтвердити не може.
Наслідками такого базування в 80-х роках XX ст., весною в сусідньому селі Великий Полюхів сталася трагедія, після орання полів двом малим полюхівцям в руках вибухнули знайдені боєприпаси. Після цього випадку військові сапери вивезли з полів села кілька машин знайденої воєнної амуніції.